# Arteria colica sinistra

Die Arteria mesenterica inferior und ihre Äste.

Die Arteria colica sinistra („linke Dickdarmarterie“) ist ein Ast der unteren Eingeweidearterie (Arteria mesenterica inferior bzw. caudalis). Sie teilt sich kurz nach dem Ursprung in einen aufsteigenden (Ramus ascendens) und einen absteigenden Ast (Ramus descendens). Der aufsteigende Ast anastomosiert mit der Arteria colica media, diese Verbindung wird Arcus Riolani genannt, der absteigende mit der Arteria sigmoidea. Entlang der Arteria colica sinistra liegen die Nodi lymphoidei colici sinistri.
Die Arteria colica sinistra versorgt das absteigende Colon und das distale Drittel des Querkolons.